# Langkap (Bumiayu)
Langkap is een bestuurslaag in het regentschap Brebes van de provincie Midden-Java, Indonesië. Langkap telt 6714 inwoners (volkstelling 2010).